# God, Your Mama, and Me
«God, Your Mama, and Me» es una canción grabada por el grupo de música country estadounidense Florida Georgia Line y el grupo de música pop Backstreet Boys. Es el tercer sencillo del tercer álbum de estudio del dúo, Dig Your Roots, que fue lanzado el 26 de agosto de 2016. La canción fue escrita por Josh Kear, Hillary Lindsey y Gordie Sampson.

## Video musical
El video musical de la canción se subió al canal de YouTube de Florida Georgia Line el 20 de febrero de 2017. El video incluye clips de cada cantante, grabados en teléfonos celulares y Go Pros, sorprendiendo a sus compañeros significativos con actos aleatorios de amor y bondad.

## Posicionamiento en listas
| Listas (2017)                      | Mejor posición |
| ---------------------------------- | -------------- |
| Canadá (Canadian Hot 100)          | 79             |
| Estados Unidos (Billboard Hot 100) | 46             |
| Estados Unidos (Country Airplay)   | 1              |
| Estados Unidos (Hot Country Songs) | 4              |